# Eduard Backert
Eduard Backert (* 2. April 1874 in Rottmar; † 3. Februar 1960) war ein deutscher Gewerkschafter.

## Leben
Backert besuchte die Volksschule und wurde danach als Brauer ausgebildet. Er ging von 1890 bis 1892 auf die Walz durch ganz Deutschland. Anschließend leistete er seinen Militärdienst ab. 1892  schloss er sich dem Zentralverband der Brauer in Weida an. Ab 1900 wurde er Gauleiter des Verbandes in Thüringen und Vorstandsmitglied der Ortskrankenkasse in Gera. Zudem trat er der SPD an. Ab 1904 leitete er die preußischen Ostprovinzen.
1907 wurde er zweiter Vorsitzender des Verband der Lebensmittel- und Getränkearbeiter Deutschlands und 1914 dessen Vorsitzender. Der Verband wurde öfters umbenannt und hieß bei der Gründung 1885 Allgemeiner Deutscher Brauerverband, ab 1904 Zentralverband Deutscher Brauereiarbeiter und Verwandter Berufsgenossen und benannte sich nach Zusammenschluss mit dem Mühlenarbeiterverband in Verband der Brauerei- und Mühlenarbeiter und Verwandter Berufsgenossen um. Seit 1927 führte er den Namen Verband der Lebensmittel- und Getränkearbeiter Deutschland.
Ab 1919 gehörte er dem Bundesvorstand des Allgemeinen Deutschen Gewerkschaftsbundes an.
Im Jahr 1927 schlossen sich vier Verbände (Verband der Lebensmittel- und Getränkearbeiter Deutschlands, Deutscher Nahrungs- und Genußmittelarbeiter-Verband, Zentralverband der Fleischer und Berufsgenossen Deutschlands und Verband der Böttcher, Weinküfer und Hilfsarbeiter Deutschlands) zur Gewerkschaft Verband der Nahrungsmittel- und Getränkearbeiter zusammen. Backert wurde deren erster und einziger Vorsitzender.
Als die Gewerkschaft von den Nationalsozialisten am 2. Mai 1933 zerschlagen wurde, wurde er in Schutzhaft genommen. Bis zu diesem Zeitpunkt war er auch Aufsichtsratsmitglied der Bank der Arbeiter, Angestellten und Beamten.
Nach seiner Entlassung lebte er bis 1945 unbehelligt von Sturmabteilung und der Gestapo in Zepernick, wo er auch die gesammelten Werke seiner Gewerkschaften lagerte und so durch die Nazizeit rettete. Nach dem Zweiten Weltkrieg wirkte er als Schiedsmann und baute die Gewerkschaft Nahrung-Genuss-Gaststätten mit auf, der er seine Privatbibliothek überließ.

## Werke (Auswahl)
- Industriegewerkschaft Nahrung, Genuss, Gaststätten (Hrsg.): Handbuch für die Funktionäre der Industriegewerkschaft Nahrung, Genuß und Gaststätten. Zusammengestellt von Eduard Backert. Berlin 1948.
- Unsere Symbole der Solidarität und Treue. Berlin : Verband der Nahrungsmittel- und Getränkearbeiter, 1931.
- Leitfaden für die Arbeiten in den Ortsgruppen, Bezirken und Gauen, Verband der Nahrungsmittel- und Getränkearbeiter Berlin, 1928.
- Feststellung über die Auswirkungen des amerikanischen Alkoholverbots. Berlin : Reiss, 1926
- Meine Amerikareise Berlin: Vorwärts Verlag 1926.
- Ueber die Welt-Bierproduktion. Zürich: Sekretariat der I.U.L. 1926
- Arbeitszeit, Lohnverhältnisse, Naturalbezüge. Berlin 1924.
- Geschichte der Brauereiarbeiterbewegung. Berlin 1916.
- Die gesundheitlichen Verhältnisse in den Brauereien Deutschlands und die Tätigkeit des Brauereiarbeiterverbandes auf hygienischem Gebiete Berlin: Verlag der Brauerei- u. Mühlenarbeiter 1915.
- Leitfaden betreffs Handhabung des Statuts und der Verbandsgeschäfte (in Fragen und Antworten). Verband der Brauerei- und Mühlenarbeiter. Berlin 1915.
- Unsere Tarifverträge im Auszug nach dem Stande vom 1. Juli 1914 Berlin 1914.
- Die Freibierablösung in den Brauereien und verwandten Betrieben Berlin 1913.
- Das Werden unserer Lokalkassen sowie die Leistungen derselben. Berlin 1913.